# 6 Pułk Grenadierów (Imperium Rosyjskie)

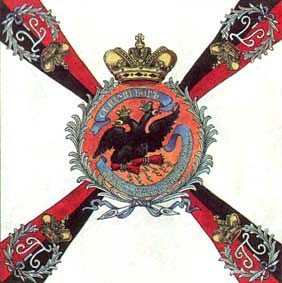
Sztandar 6 Taurydzkiego pgren.

6 Taurydzki Pułk Grenadierów Generała Feldmarszałka Wielkiego Księcia Michała Nikołajewicza (ros. 6-й гренадерский Таврический генерал-фельдмаршала Великого Князя Михаила Николаевича полк) – pułk piechoty okresu Imperium Rosyjskiego.

## Charakterystyka
Sformowany 30 marca 1756 za panowania carycy Elżbiety Romanow.
Stacjonował między innymi w Moskwie.
Pułk wziął udział w działaniach zbrojnych epoki napoleońskiej, a także w działaniach zbrojnych okresu I wojny światowej.

 W przededniu I wojny światowej pułk etatowo posiadał cztery bataliony po cztery kompanie oraz kompanię tyłową. Kompania piechoty czasu wojny liczyła około 240 żołnierzy i 4–5 oficerów. Na szczeblu pułku występował także pododdział karabinów maszynowych (8 km), łączności (w tym 14 konnych gońców i 21 telefonistów) i zwiadowczy (64 zwiadowców, w tym 4 kolarzy). W sumie pułk liczył około 4000 żołnierzy.

## Podporządkowanie
Lipiec 1914:
- Korpus Grenadierów – Moskwa
  - 2 Dywizja Grenadierów – Moskwa
    - 6 Taurydzki pułk grenadierów – Moskwa